# Gare de Lucy-sur-Cure - Bessy
La gare de Lucy-sur-Cure - Bessy était une gare ferroviaire française de la ligne de Cravant - Bazarnes à Dracy-Saint-Loup, située sur le territoire de la commune de Lucy-sur-Cure, à proximité de Bessy-sur-Cure, dans le département de l'Yonne en région Bourgogne-Franche-Comté. 
C'était une halte ferroviaire de la Société nationale des chemins de fer français (SNCF), desservie par des trains TER Bourgogne-Franche-Comté et ceci jusqu'en 2015.

## Situation ferroviaire
Établie à 129 m d'altitude, l'emplacement de l'ancienne gare de Lucy-sur-Cure - Bessy est situé au point kilométrique (PK) 201,244 de la ligne de Cravant - Bazarnes à Dracy-Saint-Loup, entre les gares ouvertes de Vermenton et d'Arcy-sur-Cure.
Un quai, le quai « 1 », pour la voie « Directe », dispose d'une longueur utile de 86 m.

## Service des voyageurs

### Accueil
Ancienne halte SNCF, ce n'est désormais plus un point d'arrêt non géré (PANG) à accès libre, puisqu'aucun train ne s'y arrête.

### Desserte
Lucy-sur-Cure - Bessy n'est actuellement plus desservie par les TER Bourgogne-Franche-Comté qui effectuent toujours des missions entre les gares de Paris-Bercy, ou de Laroche - Migennes, et d'Avallon.

### Intermodalité
Le stationnement des véhicules est possible à proximité. Lucy-sur-Cure - Bessy est desservie par des cars TER Bourgogne à tarification SNCF, qui circulent entre les gares de Cravant - Bazarnes et d'Avallon.